# Łoknica
Łoknica – wieś w Polsce położona w województwie podlaskim, w powiecie bielskim, w gminie Bielsk Podlaski.
W latach 1975–1998 miejscowość administracyjnie należała do województwa białostockiego.
Przez miejscowość przepływa niewielka rzeka o tej samej nazwie – Łoknica, dopływ Narwi.
Wierni kościoła rzymskokatolickiego należą do parafii Najświętszej Opatrzności Bożej w Bielsku Podlaskim. 